# Serrasalmus gouldingi
Serrasalmus gouldingi és una espècie de peix de la família dels caràcids i de l'ordre dels caraciformes.

## Morfologia
- Els mascles poden assolir 27,9 cm de llargària total.
- Nombre de vèrtebres: 36-38.[4]

## Hàbitat
Viu en zones de clima tropical.

## Distribució geogràfica
Es troba a Sud-amèrica, a les conques dels rius Amazones i Orinoco.